# Siarczany
Siarczany (nazwa systematyczna: tetraoksydosiarczany(2−); w systemie Stocka: siarczany(VI); daw. witriole lub koperwasy) – sole lub estry kwasu siarkowego.

## Właściwości chemiczne
Jon siarczanowy to dwuujemny anion o wzorze empirycznym SO2−
4 i masie cząsteczkowej 96,06 u. Składa się z jednego centralnego atomu siarki otoczonego przez cztery atomy tlenu, ma kształt czworościanu foremnego (tetraedru). Jon siarczanowy jest resztą kwasową kwasu siarkowego.
Wiele siarczanów jest dobrze rozpuszczalnych w wodzie. Do wyjątków należą np. siarczan wapnia, strontu, baru, ołowiu(II), srebra(I) i rtęci(I).
Pokrewne związki, wodorosiarczany, zawierają anion HSO.

## Analiza jakościowa
Jony siarczanowe można wykryć w roztworach za pomocą strącania trudno rozpuszczalnych BaSO4 lub PbSO4. W związkach nierozpuszczalnych jon siarczanowy można wykryć za pomocą reakcji heparowej (daje pozytywny wynik dla wszystkich związków siarki).

## Zastosowania
Siarczany mają szerokie zastosowania:
- siarczan wapnia (gips) jest powszechnie stosowanym materiałem budowlanym
- siarczan magnezu ma właściwości higroskopijne i jest wykorzystywany jako przemysłowy środek suszący
- siarczan miedzi stosuje się w galwanotechnice

- siarczan dimetylu – ester kwasu siarkowego i metanolu, silny czynnik metylujący, wykorzystywany w preparatyce organicznej

## Siarczany wmineralogii
Minerały tworzące gromadę siarczanów powstają w niskich temperaturach w środowiskach utleniających. Przeważnie są produktami procesów hipergenicznych, zwłaszcza ewaporacji wód morskich i jeziornych. Wiele siarczanów metali ciężkich tworzy się w strefie utleniania kruszców. Niektóre z nich jako produkty działalności hydrotermalnej powstają w niskich temperaturach. Przeważnie są bezbarwne, lecz niektóre z nich, zwłaszcza siarczany metali ciężkich, odznaczają się żywym zabarwieniem. Przeważnie są przezroczyste. Cechuje je niewielka twardość, która w nielicznych tylko przypadkach osiąga 3,5 w skali Mohsa. Wiele z nich cechuje się dobrą rozpuszczalnością w wodzie, dotyczy to szczególnie siarczanów metali jedno- i dwuwartościowych o małych promieniach jonowych np. Na+
 i Mg2+
.
Przy ich rozpoznawaniu najczęściej używa się metod termicznych (DTA, TG, DTG), przydatne są także metody rentgenostrukturalne oraz spektroskopia w podczerwieni.

### Klasyfikacja
Ze względu na skład chemiczny wyróżnia się pięć klas siarczanów:
- Klasa 1. Kwaśne siarczany: np. matteucyt NaHSO
4·H
2O, mercallit KHSO
4
- Klasa 2. Siarczany bezwodne: np. anhydryt CaSO
4, celestyn SrSO
4, baryt BaSO
4
- Klasa 3. Siarczany bezwodne zawierające inny anion: np. brochantyt Cu
4[(OH)
4SO
4], jarosyt KFe
3[(OH)
6(SO
4)
2]
- Klasa 4. Siarczany uwodnione: np. kizeryt MgSO
4·H
2O, gips CaSO
4·2H
2O, chalkantyt CuSO
4·5H
2O, melanteryt FeSO
4·7H
2O
- Klasa 5. Siarczany uwodnione zawierające inny anion: np. copiapit (FeII,Mg)FeIII4[OH(SO
4)
3]
2·20H
2O